# Marie von Olfers
Marie von Olfers (Berlim, 27 de outubro de 1826 — Berlim, 8 de janeiro de 1924) foi uma escritora e ilustradora alemã.